# محشي الكوسا
الكوسا المحشية، أو محشي الكوسا، هو طبق شائع في مصر، البلقان والمطبخ العثماني، وهو نوع من الدولما. يتكون الطبق من أنواع مختلفة من الكوسا أو الكوسا الصيفية المحشوة بالأرز وأحيانًا باللحم، وتُطهى على الموقد أو في الفرن. يُقدم النسخة التي تحتوي على اللحم ساخنة كطبق رئيسي، بينما تعتبر النسخة النباتية طبق زيت زيتون وتُؤكل غالبًا في درجة حرارة الغرفة أو دافئة.

## التحضير
تُزال البذور واللب الداخلي من الكوسا الأكبر حجمًا والأقصر طولًا، ويتم تحضيرها بطريقة مشابهة لتحضير الفلفل المحشي أو الكرنب المحشي. غالبًا ما يتم إعداد الكوسا المحشية والفلفل المحشي معًا كطبق مشترك.

## الاسم

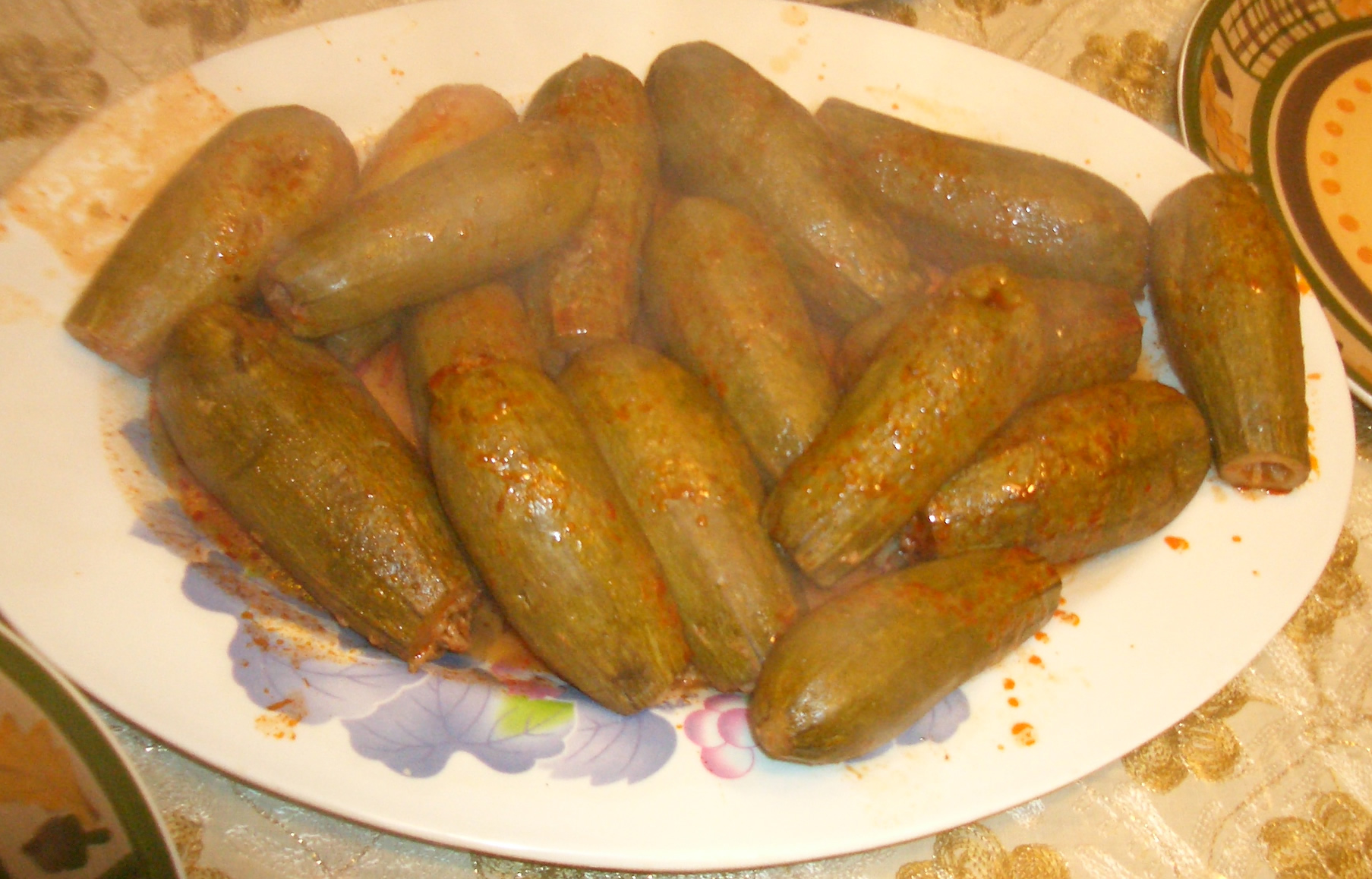
محشي كوسا

الاسم في اللغات المختلفة يعني بشكل عام حرفيًا "القرع المحشو": بالكرواتية: Punjene tikvice؛  الصربية: كوسة محشية؛  السيريلية الصربية: كوسة محشية.

## الأنواع

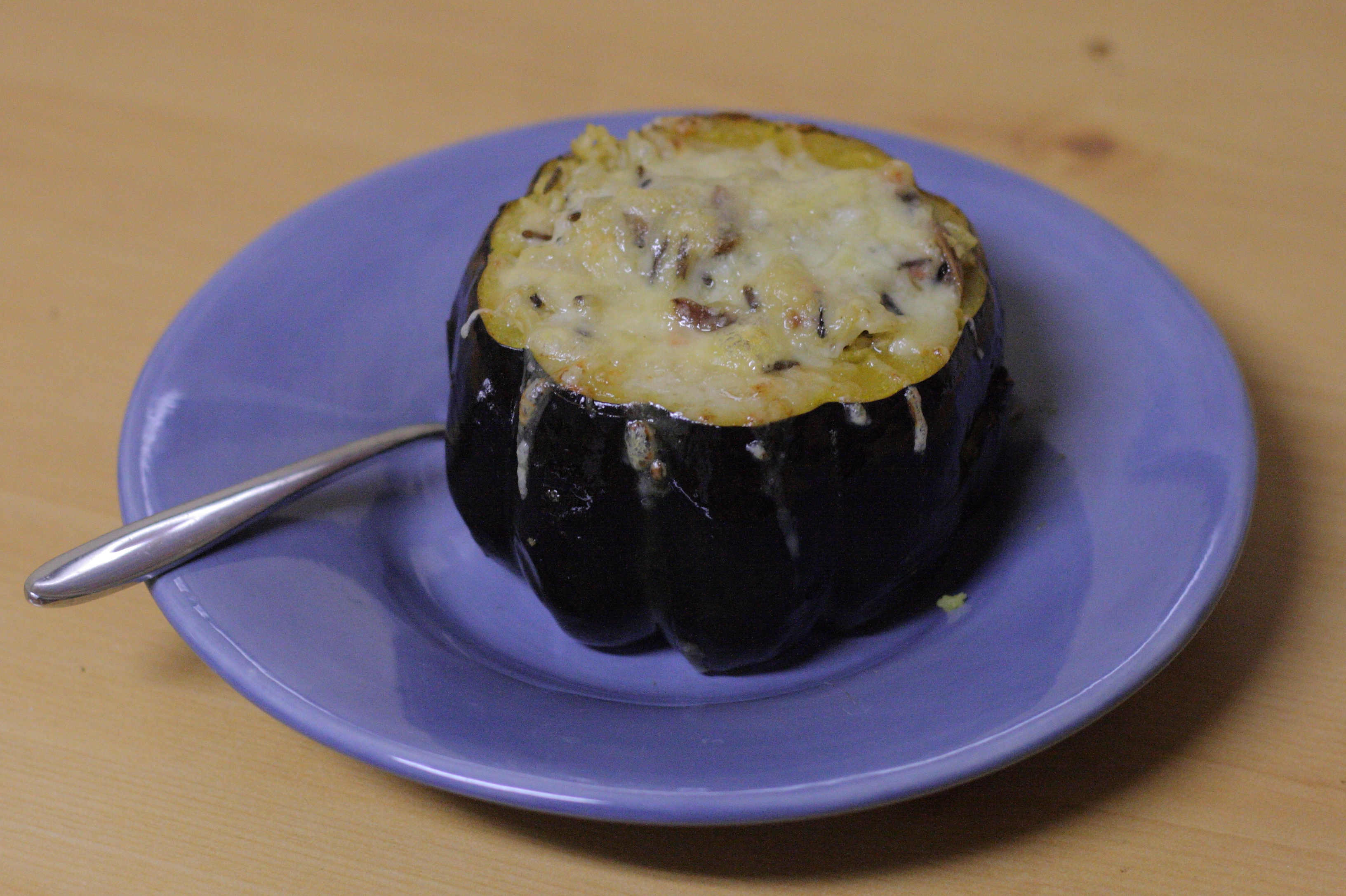
كوسا القرع البلوطي محشية بالأرز ومغطاة بالجبن

في بلاد الشام، يُنكه هذا الطبق بالنعناع والثوم. في قبرص، تُحشى زهور نبات الكوسا أيضًا.
في كتاب Robinson and Decker-Walters (1997)، أُطلق على هذا النوع اسم "Cousa". ص. 77: "تستهلك بعض أصناف الكوسا الصيفية مثل Cucurbita pepo تقريبًا عندما تنضج. في الشرق الأوسط، تحشى الثمار الناضجة تقريبًا باللحم ومكونات أخرى، ثم تُخبز".
في كندا، غالبًا ما تُحضر الكوسا المحشية باستخدام صلصة الطماطم أو صلصة السباغيتي وتُغطى بالجبن الذائب.